# ジョヴァンニ・マルケーゼ
ジョヴァンニ・マルケーゼ（Giovanni Marchese、1984年10月17日 - ）は、イタリア・シチリア州カルタニッセッタ出身の元サッカー選手。現役時代のポジションはDF（LSB）。

## 経歴

### クラブ
トリノ・カルチョのユース出身。2003-04シーズンに当時セリエBのトップチームでデビューを果たした。翌シーズンは、レンタル先のトレヴィーゾFCで定位置を確保し、セリエA昇格を決めていたトリノに戻るも、チームが経営破綻。選手たちの契約は一度白紙になり、マルケーゼはACキエーヴォ・ヴェローナへ移籍した。
キエーヴォではなかなか出場機会を得られず、セリエBのチームへのレンタル移籍が続いた。2006年に続き、2009-10シーズンにはカターニアにレンタル移籍。ひざの故障による長期離脱もあり、出場は4試合にとどまったものの、カターニアはシーズン後にオプションを行使して完全移籍となった。

### 代表
U-20、U-21のイタリア代表選出経験がある。